# The Strain (1.ª temporada)
The Strain é uma série de televisão que estreou na FOX em 2014.

## Episódios

### Primeira temporada
| Nº # | Episódio # | Título                   | Dirigido por       | Escrito por                                     | Audiência EUA (milhões) | Data de Lançamento     | Código de Produção |
| --- | ---------- | ------------------------ | ------------------ | ----------------------------------------------- | ----------------------- | ---------------------- | ------------------ |
| 1 | 1          | "Night Zero"             | Guillermo del Toro | Guillermo del Toro & Chuck Hogan                | 2.99                    | 13 de julho de 2014    | XSN01001           |
| Uma perturbação no interior do compartimento de carga de um jato na entrada para o Aeroporto Internacional JFK alarma a tripulação de voo. Após o desembarque, o avião imediatamente perde todo o contato com o controle de solo. A equipe do CDC de Canárias, chefiada pelo Dr. Ephraim Goodweather, é chamada para investigar. Vestindo ternos hazmat, Goodweather e a Dra. Nora Martinez entram no avião, encontrando todos os passageiros aparentemente mortos. Eles também descobrem estranhos vermes parasitas a bordo do avião e temem uma praga possa sair. Quatro pessoas são inesperadamente encontradas vivas, incluindo o piloto, Doyle Redfern, embora nenhum deles sabe o que aconteceu. No JFK, Goodweather é abordado por Abraham Setrakian, um agiota de Harlem. Ele insiste que corpos das vítimas devem ser destruídos e o talhado, armário caixão, como que foi retirado do porão do avião abatido não deve deixar o aeroporto. Enquanto isso, recentemente, em liberdade condicional Gus Elizalde é contratado pelo Sr. Eichhorst, um homem misterioso ligado a Eldritch Palmer, um empresário rico e poderoso. Gus vai recuperar o gabinete do aeroporto, e Eichhorst lhe assegura que não haverá dificuldade em removê-lo. Quando Ef e Nora descobrem o gabinete faltando, eles não sabem que Jim Kent, sua colega de trabalho CDC, permitiu indevidamente sua liberação da área de quarentena. Um funcionário do aeroporto é atacado e morto por uma enorme criatura humana, que usa um apêndice na garganta para sugar sangue, antes esmagando sua cabeça. |            |                          |                    |                                                 |                         |                        |                    |
| 2 | 2          | "The Box"                | David Semel        | David Weddle& Bradley Thompson                  | 2.12                    | 20 de julho de 2014    | XSN01002           |
| Gus entrega o gabinete para o seu destino, mas está assustado por ruídos estranhos no seu interior. Os quatro sobreviventes continuam apresentando sintomas, embora o CDC lança-los sobre protestos e com a insistência de Efraim que eles estão sofrendo de uma infecção viral e não envenenamento por monóxido de carbono, que é a explicação pública "oficial" para o desastre. Chefe do CDC de Efraim, o Dr. Everett Barnes, remove-lo do caso, mas Ef continua trabalhando para expor o vírus, focalizando sua atenção na caixa grande que ele acredita ser a fonte do contágio. Eichhorst visita seu velho inimigo, Abraham Setrakian, que foi preso depois de ser preso no aeroporto. Setrakian promete parar o plano do Mestre para criar um exército de vampiros, embora seu coração fraco venha prejudicado seus esforços. O procurador e sobrevivente do avião, Joan Luss, arquiva uma ação judicial contra a companhia aérea, enquanto outro sobrevivente, a estrela do rock Gabriel Bolivar, morde o pescoço de uma menina, desejando sangue. O xapitão Redfern, que foi hospitalizado, deteriora-se rapidamente enquanto o seu corpo começa a se transformar. Ef fica surpreso e confuso quando o Sr. Arnot o chama dizendo que sua filha, Emma, uma das vítimas, voltou para casa com segurança. Eichhorst concede o pedido de Palmer para satisfazer o Mestre. Ef descobre que Dr. Bennett, o médico legista que fez a autópsia nas vítimas, sumiu, junto com os corpos das vítimas. Na casa Arnot, Emma ataca seu pai com um apêndice na garganta. |            |                          |                    |                                                 |                         |                        |                    |
| 3 | 3          | "Gone Smooth"            | David Semel        | Chuck Hogan                                     | 2.30                    | 27 de julho de 2014    | XSN01003           |
| A verdadeira aparência de Eichhorst é revelada quando ele aplica próteses no nariz, ouvidos e garganta para parecer mais humano. Os quatro sobreviventes continuam a agravar-se. O Capitão Redfern está em quarentena, mas Ef e Nora são incapazes de tratá-lo e sua condição se deteriora. Jim Kent encontra-se com Eichhorst, recusando-se a tomar todos os mais subornos. Eichhorst oferece para a esposa do terminal de Jim para ser admitido em um julgamento para um tratamento do câncer experimental em troca da sua cooperação contínua. Logo após Setrakian é libertado da prisão, Nora procura-lo para obter informações. Ele insiste que os corpos das vítimas devem ser destruídos. Em outros lugares, Bolívar permanece enfurnado em seu apartamento, mostrando comportamento cada vez mais errático e transformações físicas estranhas, incluindo seus órgãos genitais atrofiados caindo. Depois de virar completamente, Redfern escapa de quarentena e foge para o porão do hospital e se alimenta de sangue armazenado. Quando Ef, Nora, e Jim o aborda, eles recebem ataques de Redfern. Depois de uma luta, Ef cacetá-los até a morte com um extintor de incêndio. |            |                          |                    |                                                 |                         |                        |                    |
| 4 | 4          | "It's Not for Everyone"  | Keith Gordon       | Regina Corrado                                  | 2.27                    | 3 de agosto de 2014    | XSN01004           |
| Ef e Nora, assistidos por Jim, realizam uma autópsia no corpo transformado de Redfern e ficam perplexos com sua transformação. Jim confessa a Ef e Nora que ele permitiu a saída da caixa grande do aeroporto aceitando pequenos subornos para ajudar a pagar as contas médicas de sua esposa. Ef, furioso, ataca-lo. Em outros lugares, Eldritch Palmer contrata o hacker holandês Velders para interromper sistemas de Internet e de telecomunicações de toda a cidade. Enquanto isso, Ansel Barbour, outro sobrevivente, tenta esconder seus sintomas de sua esposa preocupada, Anne Marie. Ele insiste que levem seus filhos para sua irmã quando ele começa a desejar sangue. Voltando para casa, ela encontra o cão da família morto e Ansel acorrentado no interior do galpão do jardim. Ele quer atacá-la, mas, ainda consciente, se contém e pede que ela sair e nunca mais volte. Um vizinho desagradável aparece, queixando-se do ruído na casa de Barbour. Ao descobrir que ele atingiu seu cão, engana Anne Marie para entrar no galpão e bloqueia-a para dentro com Ansel, onde ele é alimentado. Ef e Nora visitam a família Arnot para verificar a alegação do Sr. Arnot que Emma ainda estava viva e voltou para casa. Eles acham Emma e seu pai totalmente infectados. Enquanto eles atacam Ef e Nora, Setrakian chega e decapita pai e filha. Ele insiste a Ef e Nora para participar de sua missão. |            |                          |                    |                                                 |                         |                        |                    |
| 5 | 5          | "Runaways"               | Peter Weller       | Gennifer Hutchison                              | 2.03                    | 10 de agosto de 2014   | XSN01005           |
| Depois que Gabriel Bolivar massacra o urologista enviado para tratá-lo, o seu agente contrata um "aspirador" para remover o corpo e qualquer confusão residual; Bolívar também elimina o líquido de limpeza. Joan Luss, outro sobrevivente, gira mais lentamente. Quando sua empregada, Neeva, vê pálpebras verticais internos de Joana, ela foge com os filhos. Nora é repelida pelo método de assassinato a sangue frio de Setrakian dos infectados, mas Ef é mais aberto para se juntar a ele. Eles planejam gravar em vídeo um vampiro infectado (ou strigoi, como Setrakian os chama) que Ef possa mostrar para seu superior, o Dr. Everett Barnes, no CDC. Na casa de Barbour, Ef e Setrakian encontram Ann Marie, que se "enforcou", incapaz de enfrentar a vida sem Ansel. Ansel totalmente rodado e o vizinho está no abrigo de jardim, e o vídeo com Ef Setrakian matando-los. Ef leva a gravação para Everett Barnes no CDC, mas rapidamente percebe que ele foi criado para ser preso por assassinar Capitão Redfern. Ele escapa com a ajuda de Jim Kent. Flashbacks revelam o jovem Abraham Setrakian chegando a um campo de concentração comandado por Eichhorst ainda humano. Observando o artesanato de Setrakian, Eichhorst ordena-lhe para construir uma caixa gigante e esculpir um desenho intrincado nele. À noite, Setrakian testemunha uma estranha criatura alimentando-se dos prisioneiros e trama matá-lo com uma faca de prata roubada. Uma noite, o irmão de Abraham é uma vítima. Nora visita sua mãe com problemas de demência na instalação de enfermagem. Quando um strigoi ataca os moradores, Nora e sua mãe foge para o apartamento de Nora. Vasiliy Fet, um exterminador da cidade, percebe ratos comportando-se estranhamente e acompanha-los para os esgotos, onde ele encontra strigoi subterrâneo, mal escapando com vida. |            |                          |                    |                                                 |                         |                        |                    |
| 6 | 6          | "Occultation"            | Peter Weller       | Justin Britt-Gibson                             | 1.69                    | 17 de agosto de 2014   | XSN01006           |
| O FBI prende Ef na casa da ex-esposa Kelly, depois de seu novo namorado, Matt, contatar. Antes de ser levado embora, Ef insta Kelly para tirar seu filho Zach e deixar a cidade, dizendo-lhe que não é seguro. Eichhorst Gus e Jim Kent tentam remover o corpo de Redfern do necrotério do hospital e despejá-lo. Sabendo que recentemente virou o retorno de strigoi aos seus entes queridos, Setrakian visita de casa da vítima do avião com a intenção de executar qualquer infectada que ele encontra lá, mas, fisicamente enfraquecido e em menor número, ele é quase morto. Para fugir do FBI, Nora e sua mãe deixam o apartamento. Com a vinda da noite, as ruas não são seguras, e Nora busca refúgio na casa de penhores de Setrakian. Fet retorna ao seu escritório e descobre que seus colegas de trabalho foram transformados; ele mata-los, descobrindo que a luz solar destrói os Strigoi. Ele tenta convencer seu pai distante para fugir da ameaça de Strigoi, sem sucesso. Um eclipse oferece uma oportunidade para os Strigoi para alimentar e infectar mais vítimas durante o dia. No caos garantindo, Ef escapa enquanto era transportado por dois agentes do FBI. Gus e Felix são atacados na rua por Dr. Bennett, agora um Strigoi, e Felix está infectado. Gus mata o Strigoi, mas ele e Felix são presos. Ef vai para a casa de penhores de Setrakian onde ele se reencontra com Nora. |            |                          |                    |                                                 |                         |                        |                    |
| 7 | 7          | "For Services Rendered"  | Charlotte Sieling  | David Weddle & Bradley Thompson                 | 2.43                    | 24 de agosto de 2014   | XSN01007           |
| O marido de Joan Luss, Roger, chega em casa de uma viagem de negócios desconhecendo os horrores que o espera. Ele escapa de um strigoi na rua, e é emboscado por sua esposa que recentemente transformou-se dentro de sua casa. Enquanto isso, Efésios e Nora, escondendo-se na casa de penhores de Setrakian, recolhem armas e suprimentos. No apartamento de seu colega Jim Kent, eles encontrá-lo tentando explicar a sua esposa doente de câncer que suas ações (aceitar subornos de Eldritch Palmer) foram destinados apenas para ajudá-la. Ela é implacável e deixa para o aeroporto para participar de um tratamento de câncer experimental em outro estado. Jim está firme em seu desejo de fazer as pazes pelos seus erros passados e promete ajudar Ef e Nora. Eles armam um plano para usar Jim como isca para atrair Eichhorst para conduzi-los ao Mestre, mas o plano falha, e Eichhorst escapa. Em outros lugares, Neeva, assustado com o estranho comportamento de Joan, tem mantido as crianças Luss em sua casa, apenas para ser revogada por sua própria filha, que insiste em retornar as crianças para seus pais. Na casa dos Luss, Joan tem uma tentativa de avançar em um strigoi para atacar o grupo que se batem em uma adega de vinho. A banda rebelde de strigoi liderada por Vaun chega e mata Joan e o vampiro entregador. Eles também matam a filha de Neeva, que foi infectada, mas liberta os outros ileso. |            |                          |                    |                                                 |                         |                        |                    |
| 8 | 8          | "Creatures of the Night" | Guy Ferland        | Chuck Hogan                                     | 1.91                    | 31 de agosto de 2014   | XSN01008           |
| Após o seu encontro malsucedido com Eichhorst no Grand Central Terminus, Ef, Nora, Jim, e Setrakian reagrupam enquanto se aguarda a retaliação do Mestre para atacar Eichhorst. Fazendo o seu caminho para o Brooklyn, eles quebram uma loja de suprimentos médicos para adquirir lâmpadas ultravioletas para combater o strigoi onde encontram Fet, que teve a mesma idéia. Os stocks de grupo estão em uma loja de conveniência nas proximidades, mas quando ocorre o ataque de Strigoi, eles barricam-se dentro da loja. Os outros clientes, incluindo hacker holandês Velders, estão chocados com os terríveis acontecimentos que se desenrolam. Setrakian explica que o Mestre está controlando o strigoi para caçá-los especificamente. Durante uma batalha fora, Jim está infectado. Ef e Nora removem um verme de seu rosto, apenas para perceber que se espalhou por todo seu corpo. Jim pede para ser morto antes de se transformar. Setrakian concorda e Fet fatalmente dispara em Jim. À medida que os strigoi estão prestes a invadir a loja de conveniência, o grupo foge em um caminhão de entregas estacionado fora. |            |                          |                    |                                                 |                         |                        |                    |
| 9 | 9          | "The Disappeared"        | Charlotte Sieling  | Regina Corrado                                  | 1.87                    | 7 de setembro de 2014  | XSN01009           |
| Ef e os outros vão para a casa de Goodweather em Queens, chegando no mesmo a tempo de salvar Zach de com Matt infectado. Setrakian, Holandês, Fet, e Zach retornam para a casa de penhores, enquanto Ef e Nora ficam para trás para queimar o corpo de Matt e esperar por Kelly, que sumiu. O prédio Das Dutch foi infectado, e Fet convence-la a ir com eles. Na casa de penhores, Fet concorda em juntar-se a missão de Setrakian, e holandês admite ser responsável por deixar de funcionar as redes de comunicação para Eldritch Palmer. Em outros lugares, Felix foi totalmente transformado em um strigoi e, enquanto a caminho de Rikers Island, ataca os ocupantes no interior do furgão da polícia, quebrando-o. Gus mata Felix antes de escapar. O amigo de Kelly Diane chega à casa Goodweather, logo após Ef e Nora terem ficado íntimos. Depois de uma breve discussão, Ef diz a ela para contatá-lo se ela souber de Kelly, em seguida, ele e Nora voltam para a casa de penhores. No flashback WWII, Setrakian, armado com a faca que ele escondeu, tenta matar o Mestre enquanto ele se alimenta sobre os prisioneiros. Ele subestima a discrição e a força da criatura, e esmaga os dedos com suas mãos enormes. No dia seguinte, Eichhorst, depois de ver os ferimentos de Setrakian, envia-lo para o grupo prestes a ser executado. Os prisioneiros escapam, graças a uma surpresa de um ataque aliado do acampamento. Mais tarde, Eichhorst, fugindo dos Aliados, chega em um bunker secreto na floresta que abriga o caixão do Mestre. Lá, o Mestre transfunde um verme em seu corpo, provocando o renascimento de Eichhorst como um Strigoi. |            |                          |                    |                                                 |                         |                        |                    |
| 10 | 10         | "Loved Ones"             | John Dahl          | Gennifer Hutchison                              | 2.22                    | 14 de setembro de 2014 | XSN01010           |
| Na casa de penhores, Zach acompanha o telefone de Kelly em um laptop, mas Ef descobre que uma mulher sem-teto encontrou o telefone ao lado do carro abandonado de Kelly. Um tecido com sangue está dentro. Em flashbacks, Kelly é atacada em casa por Matt recém transformado. Ela escapa, embora tenha sido infectada. Ao longo das próximas 24 horas, ela gradualmente se transforma, e, sedenta de sangue, chega na casa de Diane onde ela ataca Diane e seu filho. Quando Ef procura por Kelly lá, ele é forçado a matar os infectados. O colar de Kelly na mão de Diane; Ef quebra, percebendo que Kelly provavelmente atacou e transformou-os. Holandês diz para Setrakian, que pode ser possível desfazer o dano causado às redes de comunicação da cidade, mas precisa se infiltrar na sede de Stoneheart Grupo de Eldritch Palmer. Ela e Fet entram sob o pretexto de exterminadores da cidade, mas do ponto de segurança holandesa. A assistente de Palmer, Fitzwilliam e sua equipe interceptá-los. Holandês é levado para Palmer, que revela seus planos para a imortalidade, então ordena para Fitzwilliam para matá-los. Fitzwilliam em vez libera-los, admitindo que ele agora duvida suas ações de Chefe. Fet suplica-lhe para se juntar a sua causa, mas Fitzwilliam, ainda leal a Palmer, declina. Ef retorna para a casa de penhores e insulta holandês, que o deixa com raiva, preferindo tomar suas decisões na rua. Enquanto isso, Kelly totalmente transformada é convocado pelo Mestre, que a encontra cara-a-cara e diz a ela para "alegrar-se". |            |                          |                    |                                                 |                         |                        |                    |
| 11 | 11         | "The Third Rail"         | Deran Sarafian     | Justin Britt-Gibson and Chuck Hogan             | 2.28                    | 21 de setembro de 2014 | XSN01011           |
| O grupo planeja se infiltrar no covil subterrâneo do Mestre que Setrakian acredita que é perto dos locais de atentados de 11 de setembro. Ef quer que Nora fique para trás com Zach e sua mãe, que sofre de demência. Nora se recusa, e Ef, em vez, diz Zach cuidar da Sra Martinez, deixando-lhe as chaves. Ef, Nora, Fet e Setrakian entram em um túnel ferroviário deserto para procurar o Mestre. Enquanto isso, Zach, cedendo à incessantes demandas da Sra Martinez para cigarros, deixa a casa de penhores para obter-lhe algo. Ele encontra uma mercearia abandonada, mas quando saqueadores chegan, ele se esconde em um quarto e encontra um strigoi. Zach escapa quando Gus entra, armado com um machado. Depois de escapar da polícia, Gus tinha voltado para casa e descobriu sua família infectada. Ele matou seu irmão e também o proprietário se transformou, mas deixou sua mãe viva, incapaz de prejudicá-la. Gus envia Zach com segurança em seu caminho, em seguida, destrói o strigoi e suas vítimas. Enquanto isso, Efésios e os demais localizam o covil do Mestre só para encontrá-lo cheio de strigois descansando. Ef ouve a voz de Kelly clamando por ajuda, mas Setrakian sabe que é uma armadilha levando-os ao Mestre. A voz leva Ef em uma grande câmara contendo o caixão do Mestre, apenas para ser cercado por um Strigoi. Depois de chegar e finalmente encontrando Ef face-a-face, o Mestre tenta matá-lo, mas Fet, Setrakian e Nora chegam e desencadeando uma luz UV de bomba caseira, mata alguns strigois e repele o Mestre. Setrakian pretende prosseguir para o seu velho inimigo, mas é forçado a recuar quando o grupo vem com centenas de novos strigoi dentro de uma caverna. |            |                          |                    |                                                 |                         |                        |                    |
| 12 | 12         | "Last Rites"             | Peter Weller       | Carlton Cuseand David Weddle & Bradley Thompson | 1.97                    | 28 de setembro de 2014 | XSN01012           |
| Setrakian, Ef, Fet, e Nora voltam à casa de penhores. Zach, reuniu-se com seu pai, afirmando que nada aconteceu enquanto eles estavam fora. Holandês Velders retorna com equipamentos de informática e um plano para usar o Sistema de Alerta de Emergência para transmitir o aviso do Ef sobre a invasão strigoi. Em outros lugares, Gus localiza Alonso Creem, um antigo conhecido que ele força para fornecer-lhe armas, munições, e dinheiro. Gus descobre que Creem foi sem querer transportar contentores de carga com strigoi. Depois de abrir um recipiente, Gus luta com o strigoi dentro (e também o Creem). Vaun, um Strigoi, e sua equipe strigoi, chegam e matam os vampiros restantes. Vaun e sua equipe sequestram Gus, deixando para trás Creem ileso. Enquanto isso, holandês e Ef parcialmente transmitem o anúncio de Ef antes das estações de TV bloquearem o sinal. Gabriel Bolivar invade a casa de penhores e ataca a Sra Martinez, infectando-la, enquanto Eichhorst e seu exércitos strigoi da loja, forçam Setrakian e os outros para escaparem através de uma passagem secreta. Antes de sair, Nora decapita a mãe dela para impedi-la de transforma-se, enquanto Setrakian abandona sua falecida esposa ainda batendo com o coração strigoi de Miriam. Flashbacks para 1967 revelam como Eichhorst explorou a obsessão de Setrakian de matar o Mestre para atraí-lo para uma armadilha, deixando Miriam desprotegida; Quando Setrakian chega em casa, ele a encontra infectado, decapita-la e remove o coração dela infestado de vermes como uma lembrança. Nos dias atuais, Eichhorst provoca Setrakian quando ele e os outros estão fugindo. Mais tarde, o Mestre rejuvenesce e mata Eldritch Palmer ao gotejar fluidos de seu dedo na garganta de Palmer. |            |                          |                    |                                                 |                         |                        |                    |
| 13 | 13         | "The Master"             | Phil Abraham       | Carlton Cuse & Chuck Hogan                      | 2.09                    | 5 de outubro de 2014   | XSN01013           |
| Tendo escapado da loja de penhores, Ef, Setrakian e Fet reagrupam-se. Eles deduzem que o Mestre precisa de seu caixão danificado reparado e está aninhando nas proximidades. Ef e Fet definiu uma missão de reconhecimento que os leva ao teatro renovado de Gabriel Bolivar. Usando suas habilidades exterminador e conhecimento histórico da área, Fet se infiltra no teatro através de uma passagem subterrânea conectada pelos esgotos de chuva para um prédio próximo. Dentro eles descobrem que o caixão do Mestre e supõe que ele está por perto. Antes de se retirar, Fet remove uma tampa de bueiro na rua, inundando o esgoto com a luz solar para bloquear qualquer passagem de strigoi. Enquanto isso, Palmer está com raiva que o Mestre só restaurou sua saúde ao invés de dar-lhes imortalidade. Eichhorst assegura a Palmer que ele será recompensado uma vez que ele termina o trabalho do Mestre. Fitzwilliam, convencido de que Palmer foi longe demais, deixa seu chefe trabalhando. Mais tarde, Palmer e Eichhorst confrontam o Secretário de Saúde e Serviços Humanos Margaret Pierson e o diretor do CDC Everett Barnes, que pretende colocar em quarentena toda a cidade. Palmer joga Pierson sobre um balcão, fazendo com que pareça suicídio, então ele e Eichhorst coagem Barnes em juntá-los. Em outros lugares, Ef, Fet, Setrakian, Nora, e holandês Velders preparam para atacar o teatro. Nora sugere trazer Zach quando Ef está relutante em deixá-lo para trás, sem proteção de Kelly. Nos túneis sob o teatro, Fet dinamita uma multidão de strigoi. O grupo entra no teatro, e luta com mais strigoi, incluindo Bolívar e Eichhorst. Subindo, Setrakian e Ef enfrentam o Mestre e levá-lo à luz do dia o que faz ele ficar gravemente queimado, mas escapa. Eichhorst, ferido, também escapa, junto com Bolívar e outro Strigoi. Setrakian e os outros estão atordoados que a luz solar não conseguiu matar o Mestre. Quando eles se retiram, Zach finge um ataque de asma para enganá-los a parar na casa de Kelly para a sua medicação. Zach em vez recupera um álbum de fotos da família. Kelly, agora uma strigoi plena, aparece, chamando Zach. Ef refreia enquanto atira em Kelly, ferindo-a antes que ela escape. Setrakian adverte a Ef que o Mestre usará Kelly para acompanhar o grupo. Enquanto isso, Vaun diz a Gus que o Mestre é um dos um antigo grupo de strigoi que rompeu uma trégua entre eles. Precisando de um ser humano para ajudar a matar o Mestre, os Antigos recrutas Gus, quer vingar sua família. |            |                          |                    |                                                 |                         |                        |                    |